# Houtland (Frankrijk)

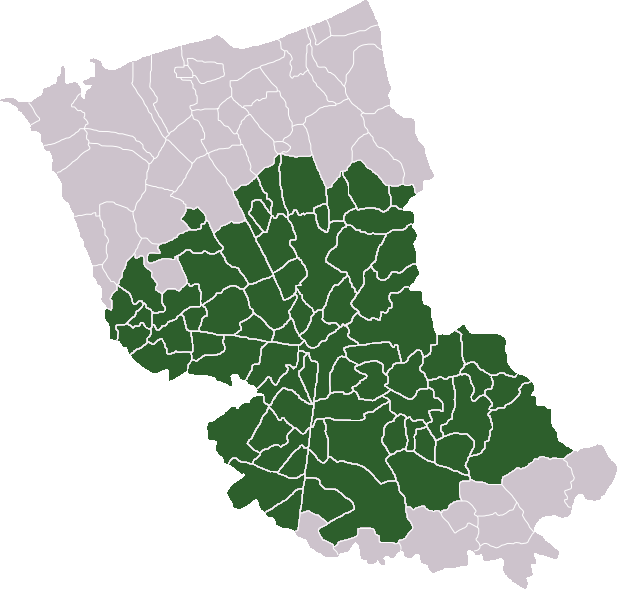
Gemeenten die volledig of met de hoofdplaats in het Houtland liggen

Het Houtland is een fysisch-geografisch gebied in de Franse Westhoek, in het Franse Noorderdepartement, gelegen tussen het vlakke Blootland en het Leiedal. 
Het Houtland (met Sint-Omaars) is Frans geworden na de slag aan de Peene in Noordpeene in 1677.
Het Houtland is een deels vrij vlak, deels sterk heuvelachtig gebied, dat aansluit op het gelijkaardige gebied in het West-Vlaamse deel van de Westhoek en wordt tezamen het West-Vlaams Heuvelland genoemd. De twee rijen oost-westgerichte heuvels zijn ijzerhoudend en bedekt met zandsteen. Het gebied is landelijk en wordt gekenmerkt door intensieve landbouw met zowel weide- als akkerland.
De belangrijkste heuvels ('bergen') zijn, van oost naar west:
- Zwarteberg (Mont Noir, 150 meter)
- Kokereelberg (Mont Kokereel, 110 meter)
- Boeschepeberg (Mont de Boeschepe, 129 meter)
- Katsberg (Mont des Cats, 164 meter)
- Wouwenberg of Uwenberg (Mont des Recollets, 155 meter)
- Kasselberg (Mont Cassel, 176 meter)
- Watenberg (Mont de Watten, 72 meter)

Ten zuiden van deze heuvelrij ligt nog een rij met lagere heuvels, die eindigt in het Houtland:
- Ravensberg (Ravensberg, 70 meter)
- Rijselberg (Mont de Lille, 43 meter)

Beide rijen beginnen in het West-Vlaamse Heuvelland.
Belangrijkste plaatsen in het gebied:
- Belle (Bailleul)
- Hazebroek (Hazebrouck)
- Kassel (Cassel)
- Steenvoorde
- Wormhout